# Zenon Jankowski
Zenon Jankowski (ur. 22 listopada 1937 w Poznaniu) – pułkownik dyplomowany pilot Wojska Polskiego, astronauta dubler Mirosława Hermaszewskiego.

## Życiorys
Jest absolwentem Liceum Ogólnokształcącego im. Marcina Kasprzaka w Poznaniu.
W 1956 wstąpił do Oficerskiej Szkoły Lotniczej w Radomiu. Szkolił się również w szkole w Dęblinie. 13 marca 1960 otrzymał pierwszy stopień oficerski. Jeszcze przed ukończeniem szkolenia zdobył kwalifikacje pilota-instruktora i przez dwa lata po ukończeniu szkoły uczył młodych podchorążych sztuki pilotażu na bojowych samolotach odrzutowych. Później służył w bojowej jednostce lotnictwa myśliwsko-szturmowego. Od 1964 roku należał do PZPR.
Jesienią 1966 został skierowany do Akademii Sztabu Generalnego, którą ukończył w 1969. Po jej ukończeniu był: dowódcą klucza lotnictwa myśliwsko-szturmowego, szefem strzelania eskadry, dowódcą eskadry i nawigatorem pułku. Wiosną 1975 objął stanowisko zastępcy dowódcy jednostki lotniczej. W tym samym roku awansował na stopień podpułkownika.
27 listopada 1976 w drodze eliminacji został wybrany razem z Mirosławem Hermaszewskim (wówczas majorem) jako kandydat do lotu w kosmos pierwszego Polaka w ramach programu Interkosmos. Trening w Centrum Wyszkolenia Kosmonautów im. J. Gagarina rozpoczął 4 grudnia 1976. Od lipca 1977 jako kosmonauta-badacz przechodził szkolenie w załodze dowodzonej przez Walerija Kubasowa. Decyzja o tym, że ostatecznie załoga ta została rezerwową zapadła krótko przed datą wyznaczonego startu. Na wszelki wypadek, dwie wersje piosenki Kazimierza Kowalskiego Witaj w kosmosie zostały nagrane z wyprzedzeniem dla okolicznościowego singla Tonpress'u „Inter kosmos 1978”, dla każdego kosmonauty. Podczas misji Sojuza 30 w dniach od 27 czerwca do 5 lipca 1978 pełnił funkcję konsultanta kierownika lotu. Później wrócił do służby wojskowej, którą zakończył w stopniu pułkownika.
Obecnie na emeryturze.

## Odznaczenia
- Krzyż Komandorski Orderu Odrodzenia Polski – 1978
- Złoty Krzyż Zasługi
- Złoty, Srebrny i Brązowy Medal „Za zasługi dla obronności kraju”
- Złoty, Srebrny i Brązowy Medal „Siły Zbrojne w Służbie Ojczyzny”[2]
- Tytuł Honorowy i Odznaka Zasłużony Pilot Wojskowy PRL – 1978
- Medal „Zasłużonemu dla Lotnictwa” (1978)[5]
- Odznaka Pilota
- Odznaka Skoczka Spadochronowego
- Złote Odznaczenie im. Janka Krasickiego – 1978
- Złota odznaka „Zasłużony dla województwa wrocławskiego” (1978)[6]
- Odznaka honorowa „Za zasługi w rozwoju województwa poznańskiego” (1978)[7]
- Wpis do Księgi przodowników pracy województwa poznańskiego (1978)[6]
- Medal jubileuszowy „60 lat Sił Zbrojnych ZSRR” (ZSRR)[2].

## Filmy dokumentalne
- Wita was Polska, scenariusz i reżyseria: Bohdan Świątkiewicz, Czołówka 1978, 41 min[8].